# 張香山
張香山（ちょう こうざん、1914年-2009年10月10日）は、中華人民共和国の外交官、政治家。中華人民共和国の建国後、対日工作を担った政治家で、日中国交正常化では中華人民共和国外交部顧問として日本側と交渉した。党対外連絡部副部長や中国国際交流協会副会長・顧問のほか、日中友好21世紀委員会の中国側座長、中日友好協会顧問などの要職を歴任している。

## 略歴
1914年、 浙江省寧波市に生まれる。1933年に日本へ留学、東京高等師範学校（現筑波大学）で学ぶ。 帰国後の1934年に延安において 八路軍に参加。1938年に中国共産党へ入党、1941年に八路軍129師団敵工作部副部長、1943年に大行軍区敵工作部長となる。1946年に北平軍事調停処中共側新聞処副処長、中共中央外事グループ副処長を歴任した。
建国後の要職は以下である。
- 1951年 - 中共中央マルクスレーニン学院第一分校教務処長。
- 1955年 - 同年より1973年まで中共中央対外連絡部秘書長。
- 1972年 - 日中国交正常化の交渉に中華人民共和国外交部（顧問）として参加。
- 1973年 - 同年より1977年まで中共中央対外連絡部副部長となり、中国アジア・アフリカ団結委員会副主任、中日友好協会副会長、外交部顧問、中央広播（放送）事業局長を兼任。
- 1977年 - 同年より1982年まで中共中央宣伝部副部長、中国新聞工作者協会主席。
- 1982年 - 中共中央対外連絡部顧問、日中友好21世紀委員会中国側委員、中国国際交流協会副会長
- 1988年 - 日中友好21世紀委員会中国側首席委員、第5 - 7期中国人民政治協商会議常務委員。党中央対外連絡部顧問

1986年の日本滞在時に日光・仙台・松島をまわり、帰国後に松尾芭蕉の『奥の細道』を翻訳、翌年に『日本文学』季刊で発表している。筑波大学名誉博士。1992年に日本で叙勲され、勲一等瑞宝章を受けている。
2009年10月10日、中国北京で心不全のため死去、葬儀は党幹部らが埋葬される八宝山革命公墓で執り行われた。